# Camphorosma annua
Camphorosma annua är en amarantväxtart som beskrevs av Pall.. Camphorosma annua ingår i släktet Camphorosma och familjen amarantväxter. Inga underarter finns listade i Catalogue of Life.